# Arnold Vanderlyde
Arnold Vanderlyde (Sittard, 1963. január 24. –) hétszeres holland bajnok és háromszoros Európa-bajnok holland amatőr ökölvívó. 254 mérkőzéséből 233-at nyert meg, 20-at vesztett el és 1 végződött döntetlennel. Dacára kiváló amatőr eredményeinek nem lett profi.

## Eredményei
- holland bajnok (1983, 1985, 1986, 1987, 1988, 1989, 1990, 1991)
- 1984-ben  bronzérmes az olimpián nehézsúlyban.
- 1986-ban ezüstérmes a világbajnokságon.
- 1987-ben Európa-bajnok nehézsúlyban.
- 1988-ban  bronzérmes az olimpián nehézsúlyban.
- 1989-ben Európa-bajnok nehézsúlyban.
- 1991-ben Európa-bajnok nehézsúlyban.
- 1991-ben ezüstérmes a világbajnokságon.
- 1992-ben  bronzérmes az olimpián nehézsúlyban.

Öt alkalommal (köztük a 86-os és 91-es vb döntőjében és a barcelonai olimpia elődöntőjében) találkozott a kubai Félix Savónnal, de mindannyiszor kikapott.